# 吴鼒

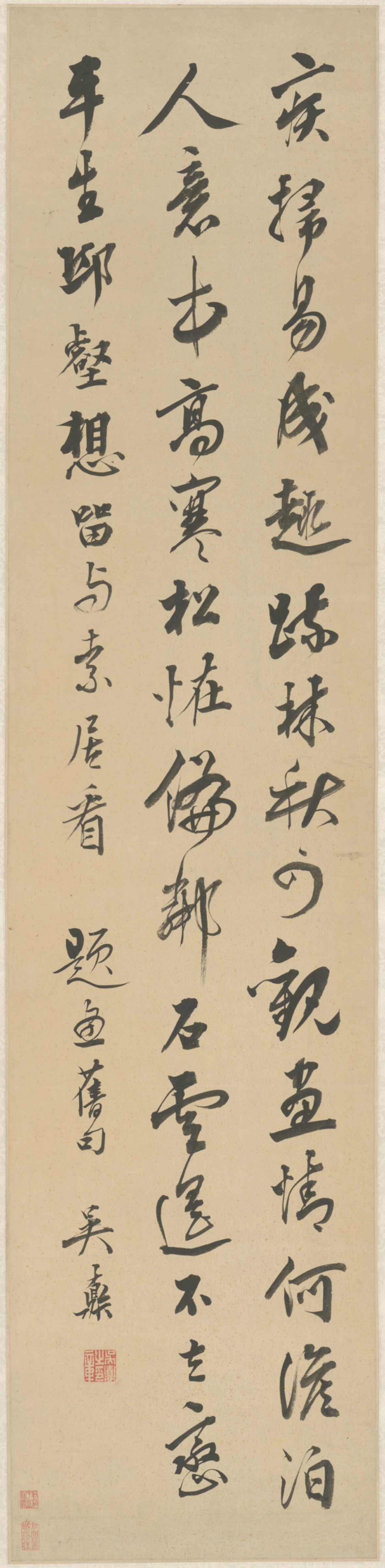
吴鼒书法（北京故宫博物院藏）

吴鼒（1755年—1821年），字及之，一字山尊，号抑庵，又号南禺山樵，晚号达园，安徽全椒人，清朝政治人物，進士出身。

## 生平
七岁能诗文，十二歲为诸生，二十三歲入国子监，嘉庆四年（1799年）进士，选为庶吉士，编修《八旗诗》、《高宗实录》，官侍讲学士，辑录邵齐焘、洪亮吉、吴锡麟、刘星炜、袁枚、孙星衍、孔广森、曾燠等八家之文为《清代八家四六文》，工畫事，山水學王原祁，他遍览经籍，对佛学也有钻研，道光元年（1821年）病逝。著有《夕葵书屋集》。

## 延伸阅读
[在维基数据编辑]
 《清史稿·卷485》
 在维基共享资源阅览影像